# Ricardo Delgado
Ricardo Delgado Nogales (* 13. Juli 1947 in Mexiko-Stadt) ist ein ehemaliger mexikanischer Boxer. 
1966 gewann Delgado bei den Zentralamerika- und Karibikspielen die Silbermedaille im Fliegengewicht (-51 kg). Dieselbe Medaille gewann er auch bei den Panamerikanischen Spielen 1967 hinter Francisco Rodríguez. Bei den Olympischen Spielen 1968 erreichte Delgado nach Siegen über Brendan McCarthy, Irland (5:0), Tetsuaki Nakamura, Japan (5:0), und Servilio de Oliveira, Brasilien (5:0), das Finale. In diesem stand ihm der polnische Olympiazweite von 1964 Artur Olech gegenüber, welchen er mit 5:0 Kampfrichterstimmen schlug und damit die Goldmedaille gewann.
1969 wurde Delgado Profi, hatte jedoch nur geringen Erfolg. Von 30 Kämpfen konnte er nur 14 gewinnen, vier endeten unentschieden. 1972 und 1974 verlor Delgado gegen den späteren WBC-Weltmeister Miguel Canto und 1973 gegen den späteren WBA-Weltmeister Betulio Gonzalez.